# 준 부사관
과거에 있었던 '일반하사'와 그의 현재 행정 상으로만 존재하는 '본인의 지원에 의하지 않고 임용된 하사'를 통칭하여 '준 부사관'이라고 한다. 모두 징병제 국가에서만 볼 수 있는 제도라 할 수 있겠다. 이는 준위 계급에 해당하는 준사관과는 다른 의미이다.
현재 '본인의 지원에 의하지 않고 임용된 하사'라 함은 사관학교나 육군3사관학교에서 1년 이상의 교육을 마치고 퇴교된 사람에 대해서 본인이 원하면 현역의 부사관으로 임용하거나, 징병검사를 하지 아니하고 현역병으로 복무하게 할 수 있는 경우를 말하는 것이다.

## 일반하사
- 준 부사관은 흔히 대한민국 국군 군인사법상 부사관인 군인 중, 1994년 이전의 경우 병 중에서 지원에 의하지 않고 차출되어 부사관으로 임관된 '일반하사'를 말한다.
- 1994년 이후 병 중 차출되어 임용된 '일반하사'는 폐지되었으나, 전시에는 병장 대신 하사가 분대장을 맡으므로, 예비역 병장과 보충역, 전시근로역 중 임용하므로 공무원 봉급표 상 "본인의 지원에 의하지 않고 임용된 하사"로 이름만 바뀌어 존속한다.[2] 이들의 월 기본급은 병장과 같다.

### 일반하사의 역사
- 1950년 이전에는 대한민국도 전시징병제, 즉 모병제였다. 이후 1960년까지 이등병과 일등병만이 병이었다.
- 1961년 이후 부사관이 직업군인으로서 자리잡은 후에도 여전히 자대에 배치된 후 1년 정도 지난 일반병(일등병이나 상등병, 혹은 자대배치 받기 전 이등병)을 지원에 의하지 않고 선발한 후 당시 제 1, 2, 3군 예하 하사관 학교에서 5주간 교육 후 하사로 임용하는 "일반하사" 제도가 여전히 존재했다.
- 이들의 복무기간은 일반병과 같았고, 대부분의 인사체계에서 병과 같은 취급을 받았다. 즉, "일반하사 이하 병"이라고 부를 정도로 일반하사는 부사관 계급장을 단 병과 같은 처우를 받았던 것이다.

- 하지만, 당시 베트남 전쟁으로 인해 대한민국 육군에서 겪고 있는 만성적인 분대장을 비롯한 부사관의 부족을 해결하기 위한 "필요악"이었던 것으로 보인다.
- 한편 2002년 9월 1일부터 육군은 하사의 "임용"이 "임관"으로 용어가 바뀌었다.

## 같이 보기
- 군인 계급
- 장교
- 준위
- 부사관
- 하사
- 병